# Hexatoma (Eriocera) javensis
Hexatoma (Eriocera) javensis is een tweevleugelige uit de familie steltmuggen (Limoniidae). De soort komt voor in het Oriëntaals gebied.